# Prix Gémeaux du meilleur texte pour un spécial ou une série humoristique
Le prix Gémeaux du meilleur texte pour un spécial ou une série humoristique est une récompense télévisuelle remise par l'Académie canadienne du cinéma et de la télévision entre 1987 et 2006.

## Palmarès
- 1987 - André Dubois, Bye Bye 85
- 1988 - André G. Ducharme, Bruno E. Landry, Guy A. Lepage, Yves P. Pelletier, Rock et Belles Oreilles
- 1989 - André G. Ducharme, Chantal Francke, Bruno E. Landry, Guy A. Lepage, Yves P. Pelletier, Rock et Belles Oreilles
- 1990 - André Dubois, Rira bien...
- 1991 - Jean-Pierre Plante, Bye Bye 90
- 1992 - Daniel Lemire, Jean-Pierre Plante, Bye Bye 91
- 1993 - Pierre Brassard, Jacques Chevalier, François Dunn, Yvon Landry, Ghislain Taschereau, Taquinons la planète
- 1994 - Claude Meunier, La Petite Vie
- 1995 - Claude Meunier, La Petite Vie
- 1996 - Marc Brunet, Stéphan Dubé, Majeurs et vaccinés
- 1997 - Claude Meunier, La Petite Vie
- 1998 - Guy A. Lepage, Line Arsenault, Sylvie Bouchard, Pascal Lavoie, Yves Taschereau, Pierre-Michel Tremblay, Christiane Vien, Un gars, une fille
- 1999 - Guy A. Lepage, Sylvie Bouchard, Stéphan Dubé, Steve Galluccio, Émile Gaudreault, Pascal Lavoie, Jean-François Léger, Sylvie Léonard, Jean-François Mercier, Jean-François Paradis, Marc Robitaille, Un gars, une fille
- 2000 - Guy A. Lepage, Chantal Cadieux, Chantal Francke, Steve Galluccio, Émile Gaudreault, Marie-Frédérique Laberge-Milot, Martin Larocque, Pascal Lavoie, Sylvie Léonard, Christian Tétreault, Un gars, une fille
- 2001 - Guy A. Lepage, Sylvie Bouchard, Marie-Frédérique Laberge-Milot, Pascal Lavoie, Sylvie Léonard, Martin Perizzolo, Pierre Michel Tremblay, Un gars, une fille
- 2002 - André Dubois, Martin Forget, Jean-François Pedneault, KM/H
- 2006 - Louis-José Houde, François Avard, Ici Louis-José Houde